# Corina (cantora)
Corina Katt Ayala, melhor conhecida como Corina (Manhattan, Nova Iorque, 26 de dezembro de 1967), é uma cantora e atriz americana de freestyle e dance-pop. Corina é melhor lembrada por sua canção "Temptation", que alcançou a posição #6 na Billboard Hot 100. e ficou em 87º na lista 200 Greatest Dance Songs of All Time da revista Rolling Stone.

## Discografia

### Álbuns de estúdio
| Título    | Detalhes do álbum                                                           |
| --------- | --------------------------------------------------------------------------- |
| Corina    | - Lançamento: 6 de agosto de 1991 - Gravadora: Cutting Records/ATCO Records |
| Spanglish | - Lançamento: 28 de julho de 2024 - Gravadora: KattBox Records              |

### Singles
| Ano  | Single                  | Posições | Posições | Posições                         | Posições                  | Álbum                               |
| Ano  | Single                  | CAN      | E.U.A.   | E.U.A. Hot Dance Music/Club Play | E.U.A. Maxi-Singles Sales | Álbum                               |
| ---- | ----------------------- | -------- | -------- | -------------------------------- | ------------------------- | ----------------------------------- |
| 1987 | "Out of Control"        | —        | —        | —                                | —                         | Não lançado em álbum                |
| 1988 | "Give Me Back My Heart" | —        | —        | 26                               | 25                        | Não lançado em álbum                |
| 1990 | "Loving You Like Crazy" | —        | —        | —                                | 31                        | Não lançado em álbum                |
| 1991 | "Temptation"            | 36       | 6        | 22                               | 1                         | Corina                              |
| 1991 | "Whispers"              | —        | 51       | —                                | 17                        | Corina                              |
| 1992 | "Now That You're Gone"  | —        | —        | 28                               | —                         | Corina                              |
| 1997 | "Summertime Summertime" | —        | 86       | —                                | 21                        | So So Def Bass All Stars: Volume II |
| 2005 | "Master and Servant"    | —        | —        | —                                | —                         | Não lançado em álbum                |
| 2009 | "Run Away"              | —        | —        | —                                | —                         | Não lançado em álbum                |
| 2011 | "Aunque Me Duela"       | —        | —        | —                                | —                         | Não lançado em álbum                |

### Vídeoclipes
| Ano  | Título                  | Diretor(es)        |
| ---- | ----------------------- | ------------------ |
| 1987 | "Out of Control"        | —                  |
| 1991 | "Temptation"            | —                  |
| 1991 | "Whispers"              | —                  |
| 1997 | "Summertime Summertime" | —                  |
| 2009 | "Run Away"              | Pepper Negron      |
| 2011 | "Aunque Me Duela"       | Joaquin Maceo Rosa |